# Walther von Klingen
Walther von Klingen (Klingnau, a partire dal 1240 – Basilea, 1284) è stato un Minnesänger attivo nella seconda metà del XIII secolo.

## Vita e opere
Walther von Klingen era figlio di Ulrich II, fondatore della cittadina di Klingnau nel Canton Argovia, originario dell'antica stirpe nobiliare dei von Klingen del Burg Altenklingen nel Canton Turgovia.
Nell'anno 1256 una testimonianza vede Walther come fondatore del convento domenicano di Klingental, che successivamente si stabilì ancora a Wehr e nel 1274 si trasferì sulla riva del Reno diventando uno dei conventi più influenti e significativi di Basilea. Nel corso della sua vita Walther si dimostrò in più occasioni generoso nel cedere terreni e denaro a conventi e monasteri - si ricordano il Kloster S. Blasien, il Predigerkloster di Basilea e il già citato Klingental.
Nel 1272 Walther vendette l'intera cittadina di Wehr al futuro re Rodolfo d'Asburgo, di cui era cugino e stretto confidente. In numerose fonti di diritto del tempo viene citato come testimone documentato all'interno del seguito di Rodolfo, in particolare negli anni 1273-76 e 1283. Lo stesso vale per i ministeriali di Walther, i cavalieri Conrad e Berthold Steinmar. Quest'ultimo è stato identificato con il Minnesänger Steinmar del Codex Manesse. Walther accompagnò tra l'altro re Rodolfo ad Aarau, dove è nominato in primo luogo come testimone in documenti di diritto cittadino ivi conservati.
Walther è rappresentato nel Codex Manesse come autore di otto Minnelieder, da considerarsi come convenzionali per il genere. Per ragioni stilistiche e tematiche tali composizioni contribuiscono a classificarlo come allievo di Gottfried von Neifen e Corrado di Würzburg. Un Minnesänger suo contemporaneo della famiglia dei Freie von Wengen (vicinanze di Frauenfeld) loda Walther non per la sua arte lirica ma per aspetti del suo carattere: triuwe (Treue, lealtà), milte (Freigebigkeit, munificenza, generosità) e zuht (Ritterlichkeit, cavalleria).
Le ultime tracce della sua vita sono disposizioni testamentarie risalenti all'anno 1284 a Basilea, dove aveva dimora oltre a Klingnau. Non si è riuscito a determinare univocamente la locazione della sua sepoltura: sono stati proposti sia il Predigerkloster di Basilea sia il convento Klingental.

## Edizione
- Pfaff, Friedrich (edito da): Die große Heidelberger Liederhandschrift (Codex Manesse) in getreuem Textabdruck, Heidelberg 1995, colonne 127-133.